# Градоначальники Салавата
Градоначальники Салавата — руководители города Салавата, начиная с получения им статуса города в 1954 году.
Со времени образования Салавата существовали различные формы управления. Поочерёдно городом руководили: председатель исполкома Салаватского городского Совета депутатов трудящихся, председатель исполкома Салаватского городского Совета народных депутатов, с 1992 года — глава администрации.

## РСФСР и СССР
| Фамилия, Имя Отчество            | Годы жизни  | Должность                                                                  | Период руководства |
| -------------------------------- | ----------- | -------------------------------------------------------------------------- | ------------------ |
| Ишмухаметов, Рауль Ахметгареевич |             | председатель исполкома Салаватского городского Совета депутатов трудящихся | 1954—1963          |
| Фаткуллин, Хусаин Аглиуллович    |             | председатель исполкома Салаватского городского Совета депутатов трудящихся | 1963—1970          |
| Аминов, Лерон Халитович          |             | председатель исполкома Салаватского городского Совета депутатов трудящихся | 1970—1972          |
| Богданов, Иван Антонович         |             | председатель исполкома Салаватского городского Совета депутатов трудящихся | 1972—1977          |
| Богданов, Иван Антонович         | 1926 - 2004 | председатель исполкома Салаватского городского Совета народных депутатов   | 1977—1986          |
| Бартенев, Евгений Константинович |             | председатель исполкома Салаватского городского Совета народных депутатов   | 1987—1988          |
|                                  |             | председатель исполкома Салаватского городского Совета народных депутатов   | 1988—1990          |
| Галиев, Асгат Талгатович         |             | председатель исполкома Салаватского городского Совета народных депутатов   | 1990—1991          |
| Бартенев, Евгений Константинович |             | председатель исполкома Салаватского городского Совета народных депутатов   | 1991—1992          |

## Российская Федерация
| Фамилия, Имя Отчество            | Годы жизни | Должность                                                  | Период руководства |
| -------------------------------- | ---------- | ---------------------------------------------------------- | ------------------ |
| Бартенев, Евгений Константинович |            | глава администрации города Салавата                        | 1992—1997          |
| Сигаков, Николай Иванович        |            | глава администрации города Салавата                        | 1997—1999          |
| Галиев, Асгат Талгатович         |            | глава администрации города Салавата                        | 1999—2002          |
| Алимов, Юрий Борисович           |            | глава администрации города Салавата                        | 2002—2004          |
| Паршиков, Геннадий Петрович      |            | глава администрации города Салавата                        | 2005—2006          |
| Паршиков, Геннадий Петрович      |            | глава администрации городского округа «Город Салават»      | 2006—2008          |
| Рахимов, Халил Халяфович         |            | глава администрации городского округа «Город Салават»      | 2008—2009          |
| Бухарметов, Радик Мазгарович     |            | глава администрации городского округа «Город Салават»      | 2009—2011          |
| Гильманов, Фарит Фаррахович      |            | глава администрации городского округа «Город Салават»      | 2011-2019          |
| Халилов, Динар Галиевич          |            | глава администрации городского округа «Город Салават»      | 2019-2020          |
| Миронов, Игорь Геннадьевич       |            | глава администрации городского округа «Город Салават»      | 2020-2023          |
| Рундау, Артур Александрович      |            | ВрИО главы администрации городского округа «Город Салават» | 2023               |
| Муталов, Альберт Юрьевич         |            | глава администрации городского округа «Город Салават»      | 2023-2025          |
| Рундау, Артур Александрович      |            | ВрИО главы администрации городского округа «Город Салават» | 2025               |